# Richard Bird
Richard Simpson Bird (nacido en 1943 en Londres) es un informático teórico británico. Es miembro supernumerario de computación en el Lincoln College de la Universidad de Oxford, en Oxford, Inglaterra, y antiguo director del Laboratorio de Computación de la Universidad de Oxford (ahora Departamento de Informática de la Universidad de Oxford).
Los intereses de investigación de Bird se centran en el diseño de algoritmos y la programación funcional, y es conocido como colaborador habitual del Journal of Functional Programming y autor de Introduction to Functional Programming using Haskell y otros libros. Su nombre está asociado al formalismo Bird-Meertens, un cálculo para derivar programas a partir de especificaciones en un estilo de programación funcional.
Anteriormente, Bird estuvo en la Universidad de Reading.
Fue miembro del Grupo de Trabajo 2.1 sobre Lenguajes Algorítmicos y Cálculos de la Federación Internacional para el Procesamiento de la Información (IFIP), que especificó, apoya y mantiene los lenguajes de programación ALGOL 60 y ALGOL 68.